# Calkiní
Calkiní – miasto w Meksyku, w stanie Campeche, leżące na półwyspie Jukatan, w odległości około 50 km od Zatoki Meksykańskiej i około 80 km na północ stolicy stanu Campeche. W 2010 roku miasto liczyło 14 934 mieszkańców.

## Gmina Calkiní

Położenie gminy Calkiní na mapie stanu Campeche

Miasto jest siedzibą władz gminy Calkiní, jednej z 11 gmin w stanie Campeche. Według spisu z 2010 roku ludność gminy liczyła 52 890 mieszkańców. Gmina zajmując 1967 km² jest jedną z mniejszych pod względem powierzchni w stanie Campeche. Ma charakter równinny a najwyższe wzniesienia na wschodzie nie przekraczają wysokości 200 m n.p.m.
Gminę utworzono w 1918 roku decyzją gubernatora stanu Campeche. Ludność gminy jest zatrudniona według ważności w następujących gałęziach: rolnictwie, hodowli, rybołówstwie, przemyśle i usługach turystycznych.
Najczęściej uprawia się kukurydzę, arbuzy, pomidory, paprykę Jalapeño, a także wiele gatunków sadowniczych m.in. mango, avokado, pomarańcze i sapodilę.